# Hajstorp
Hajstorp är ett mindre samhälle i Fredsbergs socken i Töreboda kommun i Västra Götalands län. Mellan 1995 och 2005 samt mellan 2015 och 2020 klassades Hajstorp som en småort.
Orten är en kanalstation vid Göta kanal. Där finns tre slussar. Vägbron över kanalen utgörs av en smal rullbro.